# مرثية كشميرية

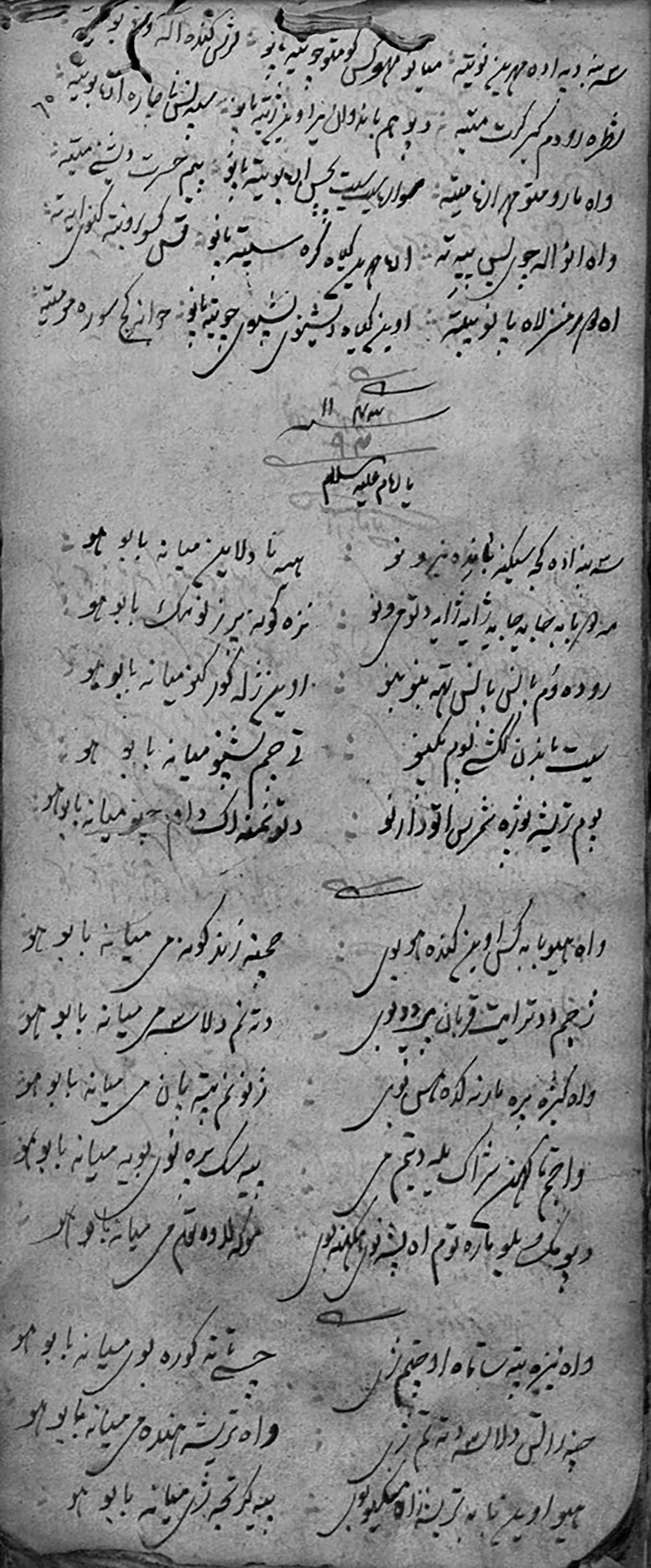
تجميع مارسيا الكشميري، بياز تم نسخه عام 1730، سريناجار

المَرْسِيَا الكَشْمِيرِيَّة (كَشِير مَرْسِي کٲشِر مَرثی) هو نوع أدبي تذكاري وعبادي يشبه إلى حد كبير القصيدة الرثائية، والتي تُستخدم في المقام الأول حدادًا على استشهاد الحسين بن علي في معركة كربلاء.  المَرْسِيَا كلمة مُعارة في اللغة الكشميرية، مُستعارة من الكلمة الفارسية marsiya ( مَرْثِیَه )، والتي اشتُقت بدورها من الكلمة العربية rithā’ ( رثاء )     بخلاف marsiya العربية والفارسية، تتجاوز marsiya الكشميرية قيود وأعراف قصيدة الرثاء. في شكلها الكلاسيكي، تتخذ marsiya شكل نثر مُفصّل يُحاكي النثر الإيقاعي المُرتبط بالقرآن الكريم.   يُشار إلى كاتب marsiya بالمؤلف ( musanif ) وليس بالشاعر ( shair ).  

## تاريخ

### الاستقبال الأولي
أقدم أثر marsiya في اللغة الكشميرية يعود إلى القرن الخامس عشر الميلادي ويتكون من مرثية قصيرة فضفاضة ألفت في وفاة الصوفي نوند ريشي (توفي عام 842 هـ / 1438 م)، بقلم تلميذته شام بيبي (توفي عام 1446).   كما أن المراثي الأولى المكتوبة باللغة الكشميرية لإحياء ذكرى استشهاد حسين ترجع أيضًا إلى نفس الفترة في الأعمال التي ألفت بين القرنين الخامس عشر والسادس عشر. وتشمل هذه marsiya التي كتبها شاعران من عائلة موسوي، قاسم بن يوسف دين شاه، وابن أخيه حكيم دين شاه  في حوالي 811-850 هـ (1409-1446 م)، خلال سلطنة شاهميري (1339-1561 م).       هناك عمل آخر نجا وهو لأحمد، وهو شاعر ينحدر من أحمدبورا، مركز شيعي للتعلم في كشمير في العصور الوسطى. 
وقد وصف الباحثون المعاصرون هذه الفترة التي بدأت بحكم السلطان اسكندر (حكم من عام 1389 إلى عام 1413 ميلاديًا) وانتهت بزوال سلطنة شيعة تشاك قصيرة العمر (1561 إلى عام 1586 ميلاديًا)، باعتبارها المرحلة الأولى في تطور marsiya الكشميرية. ولا تذكر النصوص المعاصرة بشكل كبير في العصور الوسطى والتي نشأت من داخل الدوائر الشيعية الكشميرية أي شيء عن مجالس محرم لإحياء ذكرى استشهاد الحسين بن علي، أو التقاليد المرتبطة بكتابة marsiya باللغة الكشميرية. ويشمل ذلك كل من الأعمال السيرة الذاتية ( tazkira's ) وكذلك التاريخ السياسي ( tarikh's ) للمنطقة التي ألفها كتاب الشيعة.
باستثناء بعض الأعمال المجهولة، لا تزال أسماء الشعراء التاليين الذين ألفوا marsiya في هذه الفترة موجودة: 
| كتاب كشميريون Marsiya (القرنين الخامس عشر والسادس عشر) | كتاب كشميريون Marsiya (القرنين الخامس عشر والسادس عشر) | كتاب كشميريون Marsiya (القرنين الخامس عشر والسادس عشر) |
| أ                                                      | ح                                                      | س                                                      |
| ------------------------------------------------------ | ------------------------------------------------------ | ------------------------------------------------------ |
| أحمد                                                   | حكيم بن موسى بن يوسف الدين شاه                         | قاسم بن يوسف الدين شاه                                 |

### تطوير
يتزامن تطور marsiya الكشميرية مع الحكم المغولي (1586-1753 م) والحكم الأفغاني (1753-1819 م) في كشمير.  شهدت هذه الفترة ترسيخ اللغة الفارسية، كلغة للبلاط، وكذلك اللغة المفضلة للنخبة الحضرية، مما أدى إلى حجب اللغة الكشميرية الأصلية تمامًا.  العديد من الشعراء الفرس الذين وصلوا إلى بلاط المغول من الأراضي الفارسية، جعلوا من كشمير موطنهم، واستقروا في العاصمة، سريناغار.  بعضهم، بما في ذلك اثنان من الشعراء الحائزين على لقب شاعر البلاط ( مالك الشورى )  في البلاط الإمبراطوري مدفونون في مقبرة الشعراء (الكشميرية: مزار الشورى أو مزار الشورى ) الواقعة على سفوح تخت سليمان، سريناغار.  مع الترويج الرسمي للغة الفارسية، شهدت اللغة الكشميرية العامية فترة من التراجع المطرد.   ويتجلى هذا أيضًا في marsiya المكتوبة خلال هذه الفترة. كانت أحمدبورا  في شمال كشمير بمثابة نواة رئيسية لكتابة marsiya خلال هذه الفترة، حيث اتبع العديد من السادة من عائلة رضوي هذا التقليد.  ومن بين الشعراء البارزين الذين ألفوا marsiya خلال هذه الفترة:  
| كتاب كشميريون Marsiya (من القرن السابع عشر إلى منتصف القرن الثامن عشر) | كتاب كشميريون Marsiya (من القرن السابع عشر إلى منتصف القرن الثامن عشر) | كتاب كشميريون Marsiya (من القرن السابع عشر إلى منتصف القرن الثامن عشر) |
| أ                                                                      | م                                                                      | س                                                                      |
| ---------------------------------------------------------------------- | ---------------------------------------------------------------------- | ---------------------------------------------------------------------- |
| آقا سيد محمود التبريزي                                                 | مير سيد محمد عباس                                                      | قاضي أحمد علي                                                          |
| ب                                                                      | مير سيد محمد جعفر                                                      | قاضي أحمد الدين                                                        |
| بابا محمد جواد                                                         | ميرزا جواد علي خان كاني                                                | س                                                                      |
| ح                                                                      | ميرزا جزا الله                                                         | سيد فاخر                                                               |
| حسن خان بن محمد تقي                                                    | محمد يحيى بن أحمد خان                                                  | السيد جعفر النجفي                                                      |
| ك                                                                      | محمد أعظم                                                              | سيد مير عرب شاه                                                        |
| خوجا محمد فاضل                                                         | ملا أبو الحكيم ساطح                                                    | السيد مير محمد عباس                                                    |
| خوجا حاسي بهات نادان                                                   | الملا أحمد نيشابوري                                                    | سيد مير شرف الدين رضوي                                                 |
| خوجا محمد التبريزي                                                     | الملا إبراهيم منجم                                                     | السيد أمير الدين زاخر                                                  |
| م                                                                      | الملا محمد مهدي                                                        | السيد صالح رضوي                                                        |
| مير أحمد علي الطوسي                                                    | الملا رحمن                                                             | يو                                                                     |
| مير عرب شاه رضوي                                                       | موسى خان بن محمد تقي الحائري                                           | الأستاذ محمد جعفر                                                      |
| مير سيف بن ملا خليل منجم                                               |                                                                        |                                                                        |

### ظهورMuqam Bandh Marsiya
شهدت بداية القرن التاسع عشر الميلادي إحياءً للغة الكشميرية، على الرغم من استمرار الفارسية كلغة بلاط حتى عام ١٨٨٩ ميلادي. وخلال أواخر القرن الثامن عشر وحتى القرن التاسع عشر الميلادي، ظهر شكل جديد من كتابة marsiya باللغة الكشميرية، مما يدل على مرحلة تطورية رئيسية في هذا النوع الأدبي. يشير النقاد الأدبيون إلى هذه الفترة باسم عصر كتابة marsiya الكلاسيكية أو muqam bandh marsiya ( مقام بند مرثیہ ).    تتكون marsiya التي ظهرت خلال هذه الفترة من أربع محطات ثابتة تُعرف muqam ، والتي تحدد المحتوى الموضوعي.  يكمل كل muqam ، بدوره، مقطعًا شعريًا— chyir ( چھیر ) مع بنية داخلية موازية. 
يُنسب هذا الابتكار إلى كاتبين من شمال كشمير: قاضي أحمد علي (توفي عام 1800 تقريبًا) وخواجة حسن مير (توفي عام 1826 م).  قاضي أحمد علي، وهو سني في الأصل من فارمول ( بارامولا )، اعتنق المذهب الشيعي ووضع نظامًا رسميًا muqam داخل marsiya .  كان معاصرا كبيرًا لخواجة حسين مير،  وهو مزارع يقيم في قرية حبق. حسين مير، المعروف شعبيا باسم حسين بويي ( حُسی بوئ )، وقد شاع بشكل كبير الشكل الجديد من marsiya بين النخبة الحضرية في سريناغار.  كما قدم ابتكارات في البنية الداخلية marsiya . بالإضافة إلى ذلك، قدم شعراء عائلة الملا في سريناغار ، الذين اعتادوا التأليف باللغة الفارسية، إلى هذا الشكل الجديد من marsiya الكشميرية. وعلى مدى الجيلين التاليين، أنتجت عائلة الملا كتاب marsiya المتعاقبين.      

من أوائل مؤلفي marsiya الكشميرية في عائلة الملا: الملا حكيم محمد عظيم (1803-1852م)، والملا منشي محمد يوسف (1798-1885م)، والملا منشي شاه محمد (توفي عام 1850 تقريبًا).    لعب الحكيم عظيم والمنشي يوسف أدوارًا محورية في تعزيز الجمال الشعري marsiya، متجاوزين قيود شكلها الرثائي.  في رسالة كتبها إلى خان بهادر سيد راجيب علي خان (توفي عام 1869)،  يسلط عظيم الضوء على كيفية تصوره للمراسيا كرمز للهوية الشيعية، ودوره أيضًا في إعادة تشكيل الخطوط الأدبية لهذا النوع:
وبعد أن أرسلت ذلك لفترة طويلة إلى مصير سيئ، كنت أنوي بالضرورة إخراج اللآلئ اللامعة لمحتوياته الحزينة، والتي نسجتها بطرق جديدة، وترتيبها على غرار مارسيا الكشميرية.
خلال القرن التاسع عشر، إلى جانب سريناغار، ظهر مركز بارز آخر لكتابة marsiya في قرية غوند خواجة قاسم، تحت إشراف خواجة محمد باقر غوندي (ت. ~ 1834 م).  وقد تم تطوير هذا التقليد بشكل كبير من قبل ابنه، خواجة عبد الله، وتلميذه ميرزا أبو القاسم (ت. ~ 1853 م). ستحظى أعمال ميرزا أبو القاسم بإشادة عامة كبيرة، ويظل كاتب marsiya الأكثر غزارة وشعبية حتى الآن. 
خلال النصف الأول من القرن التاسع عشر، غادر العديد من كتاب المريسيا الكشميريين إلى فيض آباد ولوكناو ، سعياً وراء رعاية بلاط حكام أوده الشيعة.  ومن بينهم منشي قاسم، ومنشي شاه محمد، وخواجة عبد الله، ومنشي صفدر، وميرزا أبو القاسم. وتؤكد التقاليد الشفوية المحفوظة بين المجتمع الشيعي الكشميري أن منشي صفدر كان من المقربين المقربين من آخر ملوك أوده، واجد علي شاه (حكم من 1847 إلى 1856)، وقد سُمم بسبب مؤامرة في البلاط. 
بعض من أهم كتاب marsiya في هذه الفترة هم:      
| كتاب كشميريون Marsiya (من القرن التاسع عشر إلى منتصف القرن العشرين) | كتاب كشميريون Marsiya (من القرن التاسع عشر إلى منتصف القرن العشرين) | كتاب كشميريون Marsiya (من القرن التاسع عشر إلى منتصف القرن العشرين) |
| ح                                                                   | م                                                                   | م                                                                   |
| ------------------------------------------------------------------- | ------------------------------------------------------------------- | ------------------------------------------------------------------- |
| حكيم غلام رسول                                                      | ملا حكيم محمد عظيم (1803–1852)                                      | منشي أحمد علي غازي (1853–1923)                                      |
| ك                                                                   | الملا حكيم محمد جواد (1891–1946)                                    | منشي محمد صفدر (ت. 1850)                                            |
| خواجة عبد الله جندي                                                 | الملا منشي حيدر (1872–1941)                                         | س                                                                   |
| خواجة حسين مير (ت. 1820-30)                                         | الملا منشي حسن علي (1866–1933)                                      | السيد محمد رضوي                                                     |
| خواجة محمد باقر جندي                                                | ملا منشي إحسان الله (1838–1925)                                     | السيد مصطفى رضوي                                                    |
| خواجة محمد دايم                                                     | الملا منشي محمد عباس (1869–1944)                                    |                                                                     |
| م                                                                   | الملا منشي محمد علي (1829–1902)                                     |                                                                     |
| ميرزا أبو القاسم (ت. 1853)                                          | ملا منشي محمد قاسم (ت. 1840-50)                                     |                                                                     |
| مولوي عبد الله أنصاري                                               | الملا منشي محمد صادق (1897–1972)                                    |                                                                     |
| الملا حكيم عبد الله (ت. 1887)                                       | الملا منشي محمد يوسف (1798–1885)                                    |                                                                     |
| ملا حكيم حبيب اللاه (1852–1904)                                     | الملا منشي مصطفى علي (1814–1889)                                    |                                                                     |
| الملا حكيم حسن علي (1870–1915)                                      | الملا منشي شاه محمد (ت. 1850)                                       |                                                                     |

في فترة ما بعد الاستقلال، تقلص تقليد كتابة marsiya بشكل كبير، حيث انخرط معظم الشعراء في التأليف في النوع الأسهل والأقصر من النوحة.  ومن بين الكتاب الذين أنتجوا marsiya التي تُلقى علنًا، السيد أبو الحسن زيغوم، والسيد أنيس كاظمي، والسيد محمد تشاترغامي. 
الكتاب الرئيسيون في هذا الوقت هم: 
| كتاب كشميريون Marsiya (منتصف القرن العشرين فصاعدًا) | كتاب كشميريون Marsiya (منتصف القرن العشرين فصاعدًا) | كتاب كشميريون Marsiya (منتصف القرن العشرين فصاعدًا) |
| أ                                                  | س                                                  | ز                                                  |
| -------------------------------------------------- | -------------------------------------------------- | -------------------------------------------------- |
| آغا سيد عباس الموسوي                               | السيد أكبر هاشمي                                   | ذو الفقار قاسمي                                    |
| آغا سيد أبو الحسن زيغوم                            | السيد أنيس كاظمي                                   |                                                    |
| ج                                                  | سيد أسد الله صفوي                                  |                                                    |
| غلام حسين خاكسار                                   | السيد محمد جتركامي                                 |                                                    |
| م                                                  | سيد سامي الله جلالي                                |                                                    |
| مولوي محمد يوسف                                    |                                                    |                                                    |

## بناء
وفقًا لحكيم غلام صفدر حمداني، تطورت marsiya الكشميرية من تقليد أصلي يستخدم في الحداد على وفاة أحد أفراد الأسرة، والمعروف باسم vān ( وان ).   عند التعبير عنها بالعامية، لا تتخذ vān في شكلها الأصلي بنية شعرية، ولا يبدو أنها قد تم تخصيصها للنص.   هذه وجهة نظر يعتنقها عمومًا معظم الكتاب الذين بحثوا في تطور marsiya .     أدى وصول الدعاة المسلمين إلى كشمير خلال القرنين الرابع عشر والخامس عشر إلى التقديم التدريجي للممارسات والتقاليد السائدة في العالم الإسلامي في المجتمع الكشميري، بما في ذلك marsiya .  تبدأ marsiya الباقية من هذه الفترة بآية باللغة الفارسية تليها ترجمتها إلى الكشميرية في نفس الوزن.  
في شكلها الكلاسيكي، تنقسم marsiya إلى أربعة أقسام موضوعية: hamd ( حمد ), na’at ( نعت ) madah أو maqabat ( منقبت ), and dard ( درد ).   في بعض الأحيان، قد تتضمن marsiya أيضًا قسمًا صغيرًا من الأدعية ( الدعاء )، ولكن هذا نادر جدًا.  يقتصر المحتوى الرثائي على القسم الأخير، dard. بينما يعتمد الحمد والنعت على chyir واحد (مقطع)، فإن المدح يتضمن أحيانًا chyir متعددة. يتكون قسم الدرد في marsiya من اثني عشر إلى أربعة عشر chyir ، على الرغم من أن هذا يمكن أن يمتد أحيانًا إلى تسعة عشر. وينقسم كل chyir إلى أبيات متفاوتة الطول، بناءً على طبيعة الصوت: تصاعدي أو تنازلي الذي تُقرأ فيه.  تحدد جودة تلاوة الآية أيضًا نمطها المتري، wazn (كشميري: وزن ). بناءً على wazn، يتم تصنيف الأبيات في كل chyir إلىbarkhast ، dounbala ، gat ، kreikh ، puot-gat nishast .    يحتفظ كل مكون بقافية مختلفة (نمط القافية) ورديف (كلمة لازمة) تتكرر في chyir اللاحقة.

على عكس marsiya في العربية أو الفارسية أو الأردية، فإن marsiya الكشميرية الكلاسيكية أقرب إلى تقليد المثنوي، حيث تم تأليف كل marsiya تحت عنوان محدد (كشميري: unwan ). يملي عنوان marsiya اختيار الكاتب واختياره للكلمات والعبارات والاستعارات والأجهزة الأدبية الأخرى.  وبالمثل، كما هو الحال في المثنوي الفارسي، يتضمن القسم الأول من marsiya الكشميرية فقرات تمهيدية وموضوعية ( chyir ) في مدح الله ( hamd )، في مدح النبي محمد ( na’at )، وعائلته أهل البيت ( madah ) قبل الانتقال إلى القسم الرثائي ( dard ).    في marsiya بعنوان " Dar " (الباب)، يبدأ حكيم عظيم باستدعاء الله في هذه الآيات: 
يا الله هميشة سون داب جورم-أو خاتا
Choun bāb jūd-o 'atā
يا رب! طرقنا مليئة بالجرائم والتعديات

 ومع ذلك نصل إلى عتبة كرمك وإحسانك

## الترجمات
البنية النحوية للغة الكشميرية، والاعتماد الكبير على التعبيرات الاصطلاحية والفروقات السياقية ذات الطبقات المتعددة من المعنى التي تُشكل جوهر marsiya الكشميرية الناجحة، تضيع دائمًا في محاولات الترجمة حتى في لغات مثل الأردية. ومع ذلك، كانت هناك محاولات محدودة النجاح للترجمة إلى الأردية، بدءًا من ستينيات وسبعينيات القرن العشرين.  تسعى ترجمة إنجليزية marsiya ، Kitab "الكتاب"،  إلى التقاط روح بعض الأبيات الرئيسية:

## سجل نصي
حتى الآن تم جمع ونشر حوالي خمسمائة marsiya كتبت خلال القرن التاسع عشر.  وقد تم رسم خرائط لها من المخطوطات المعروفة باسم biyaz ،  والتي تم نسخها ليس فقط في كشمير ولكن أيضًا في المدن الكبرى في الهند الاستعمارية، بما في ذلك أمريتسار، ولوكناو، وفايز آباد، وكلكتا، وفي كابول البعيدة (أفغانستان).  وفقًا لشفيع شوق، فإن أدب marsiya الكشميري هو أقدم نوع أدبي في الأدب الكشميري الذي تم حفظه في شكل مكتوب:
[...] ضمن اللغة الكشميرية، كانت لغة marsiya هي اللغة الأولى التي لها أدب مكتوب. 
يعود أقدم تجميع لأدب marsiya في كشمير، على شكل مخطوطة ( بياز )، إلى عام1725، عندما كانت كشمير تحت الحكم المغولي. ومن بين biyaz الأخرى التي جُمعت خلال القرن الثامن عشر، تلك التي كُتبت في عامي 1769 و1794.  ومن بين marsiya المكتوبة، لا يزال يُتلى أكثر من مئة منها في مراسم الحداد العامة في جميع أنحاء كشمير.

## Marsiyaكأداء

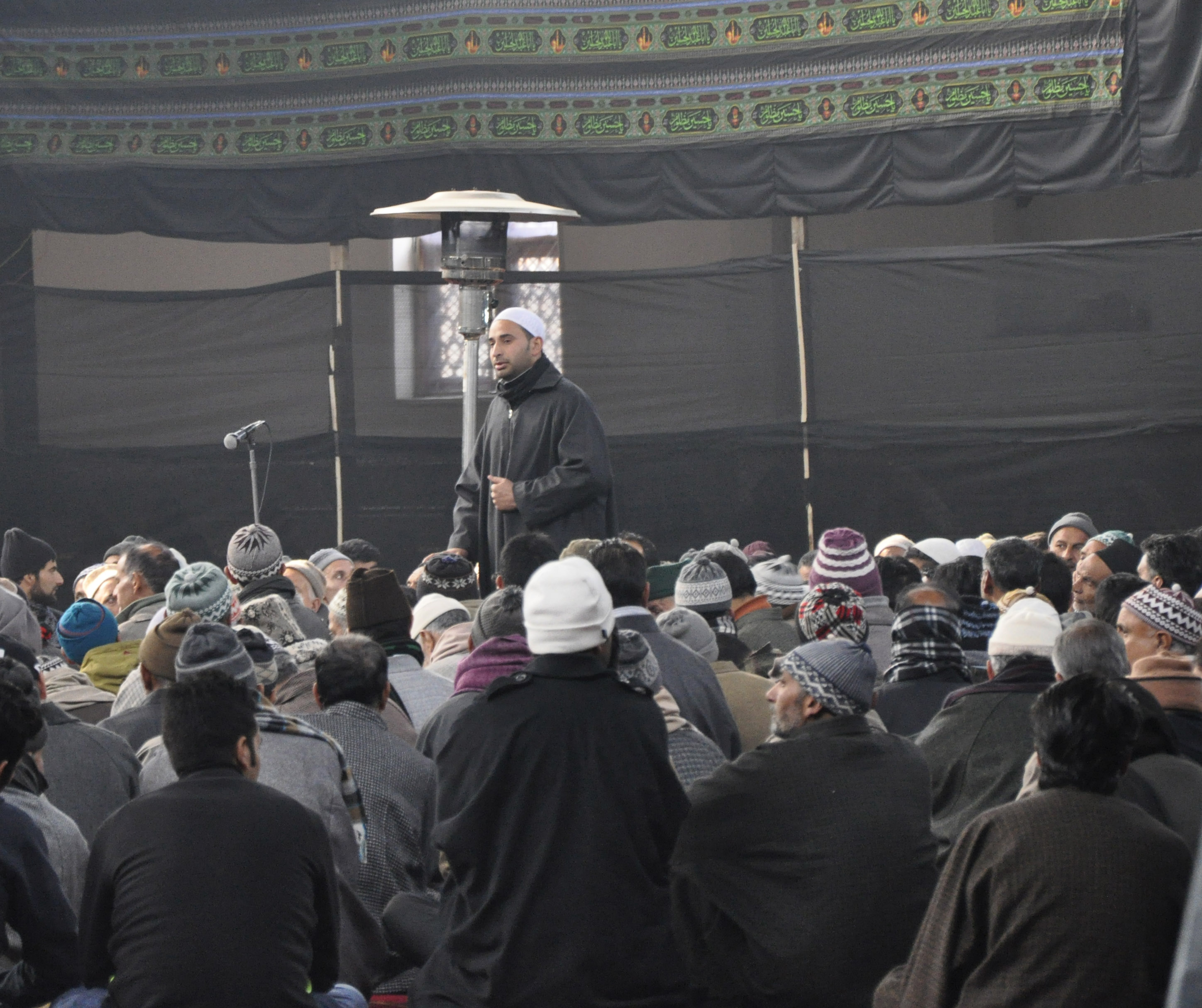
أداء مارسيا في مارك إمامبادا، زاديبال، سريناجار.

داخل الإمامة، يتلو كل من الرجال والنساء بشكل جماعي marsiya . عادةً ما تكون الإمامة عبارة عن مساحة من طابقين، حيث تشغل النساء الطابق العلوي، معزولين جسديًا وبصريًا عن الرجال بواسطة شاشات أو ستائر شبكية.  يتبع هذا الممارسة الإسلامية لعزل النساء (البُرْدَه )، والتي تُتبع بدقة في majlis .  يتلقى القارئ الرئيسي، المعروف باسم zakir ، المساعدة من مجموعة من 7 أو 12 رجلاً يجلسون في دائرة تسمى daireh . ويشار إلى هؤلاء الرجال باسم paskhwan .
يشكل المصلون دوائر متحدة المركز متعددة، تشع للخارج من الدير، مع انتقال zakir من أحد طرفي المصلين إلى الطرف الآخر. وتتبع الممارسة نفسها في marsiya التي تُقام في المنازل. يُحفظ إبريق من الماء وتراب كربلاء (كشميرية: خاك ، أو خاك-ي شيفا ) في منتصف daireh على قطعة قماش مفروش.     أحد أقدم الأوصاف لأداء marsiya الكشميرية مسجل في يوميات رحلة صغرى همايون ميرزا ‏ عن كشمير في عام 1928. يصف يوميات الرحلة الأداء في الإمامبادا الرئيسي في سريناغار، ماراك، بهذه الكلمات:
في سريناغار توجد محلة زاديبال حيث يعيش العديد من المسلمين، ويوجد العديد من الشيعة في هذه المحلة . يقام المجلس هنا. السيد شاه جلالي هو جاغيردار كبير وزماندار وحموه [i] ابنه تاجر لؤلؤ [...]. ذهبنا جميعًا إلى منزل جلالي صاحب [...]. بعد الغداء ذهبنا إلى الإمامبادا الذي يقع بالقرب من منزله. يبدأ المجلس في الساعة السادسة صباحًا ويستمر حتى السادسة مساءً. يُقرأ المجلس باللغة الكشميرية والإمامبادا كبير جدًا. توجد مبانٍ على جميع الجوانب الأربعة، وفي المنتصف يوجد سقف سفلي مدعوم بخمسة وثلاثين عمودًا، ويُعقد المجلس تحته [...]. تتكون المباني على الجوانب الأربعة من طابقين، الطابق العلوي مصنوع من الخشب وبه جالي (شاشات) خشبية دقيقة. وهنا (خلف الجاليات ) تجلس النساء ويستمعن إلى المجلس . ويستخدم الرجال الطابق السفلي والوسطى. ومن الصباح حتى المساء، يمكن لمن يرغب أن يأتي ويكون جزءًا من المجلس. وعندما يدخل الرجال المجلس يخلعون معاطفهم وعمائمهم. وكان جميع الرجال في الجماعة عاريي الرؤوس. إن مرسية خواني المعتمدة هنا تختلف عن تلك الموجودة في العالم أجمع [...]. وفي النهاية، ألقى مولوي إمداد علي صاحب من لاهور مرسية خواني (تلاوة مراثي إحياءً لذكرى استشهاد الحسين بن علي). ثم وقف وقال: سأقرأ اليوم مراسيم باللغة الأردية، لأن السيد همايون ميرزا صاحب الذي وصل إلى كشمير من حيدر آباد حاضر معنا في المجلس.